# Pohost Zahorodzki (gmina)
Pohost Zahorodzki (początkowo Pohost Zahorodny) – dawna gmina wiejska istniejąca do 1939 roku w woj. poleskim (obecnie na Białorusi). Siedzibą gminy był Pohost Zahorodzki.
Początkowo gmina należała do powiatu pińskiego. 7 listopada 1920 r. została przyłączona do nowo utworzonego powiatu łuninieckiego pod Zarządem Terenów Przyfrontowych i Etapowych. 19 lutego 1921 r. wraz z całym powiatem weszła w skład nowo utworzonego województwa poleskiego. 1 stycznia 1923 roku gmina została włączona z powrotem do powiatu pińskiego w tymże województwie. 18 kwietnia 1928 roku do gminy przyłączono część gminy Łohiszyn. 
Po wojnie obszar gminy Pohost Zahorodzki wszedł w struktury administracyjne Związku Radzieckiego.
Zobacz też: gmina Pohost.